# Lijst van beelden in Horst aan de Maas
Dit is een (onvolledige) chronologische lijst van beelden in Horst aan de Maas. Onder een beeld wordt hier verstaan elk driedimensionaal kunstwerk in de openbare ruimte van de Nederlandse gemeente Horst aan de Maas, waarbij beeld wordt gebruikt als verzamelbegrip voor sculpturen, standbeelden, installaties, gedenktekens en overige beeldhouwwerken.
| Geplaatst   | Omschrijving                                                   | Kunstenaar                  | Straat                                                              | Plaats           | Materiaal                                      | Afbeelding                                                                           |
| ----------- | -------------------------------------------------------------- | --------------------------- | ------------------------------------------------------------------- | ---------------- | ---------------------------------------------- | ------------------------------------------------------------------------------------ |
| 1909        | De heilige Familie                                             | Jozef Thissen               | Kloosterstraat, bij de kerk                                         | Tienray          |                                                |                                                                                      |
| 1909        | Maria                                                          | Jozef Thissen               | Kloosterstraat, (in de voorgevel van het devotionalia-winkeltje)    | Tienray          |                                                |                                                                                      |
| 1909        | Sint Jozef                                                     |                             | Kloosterstraat, (gevel, voormalig klooster St. Joseph)              | Tienray          |                                                |                                                                                      |
| 1921        | Heilig Hartbeeld                                               | Jozef Thissen               | Hoogstraat, Veerweg                                                 | Broekhuizen      |                                                |                                                                                      |
| 1921        | Sint Nicolaas                                                  | J Kelcher                   | Gevel van de St. Nicolaaskerk, Hoogstraat                           | Broekhuizen      |                                                |                                                                                      |
| 1945        | Onze-Lieve-Vrouw van de Vrede                                  | Piet Killaars               | Americaanseweg                                                      | Sevenum          |                                                |                                                                                      |
| 1948        | Sint-Isidorus                                                  | Piet Killaars               | Peelstraat                                                          | Sevenum          |                                                |                                                                                      |
| 1955        | Onze-Lieve-Vrouw Terpeel                                       | G. van Enckevort            | Paterstraat                                                         | Sevenum          |                                                |                                                                                      |
| Onbekend    | H. Maagd van Banneux                                           |                             | Sint-Antoniuspark                                                   | Horst            |                                                |                                                                                      |
| 1959        | Sint Nicolaas                                                  |                             | Kerkhof, Kerkstraat                                                 | Broekhuizenvorst |                                                |                                                                                      |
| 1959        | Feniks                                                         | Jérôme Goffin               | Kerkhof, Kerkstraat                                                 | Broekhuizenvorst |                                                |                                                                                      |
| 1961        | Aan resident Jan P.K. van Eechoud, een pionier op Nieuw-Guinea | Rob Stultiens               | Jan van Eechoudstraat                                               | Horst            | beton                                          | Aan Resident Jan P.K. van Eechoud, een pionier op Nieuw-Guinnea. Rob Stultiens, 1961 |
| 1963        | Prometheus                                                     | Frans Timmermans            | Dendron College, Gebr. van Doornelaan                               | Horst            |                                                |                                                                                      |
| 1965        | Haan                                                           | Dolf Wong Lun Hing          | Stationsstraat                                                      | Hegelsom         | verzinkt ijzer                                 |                                                                                      |
| 1965        | Varken, geit en kip                                            | Dolf Wong Lun Hing          | Pastoor Debijestraat                                                | Hegelsom         |                                                |                                                                                      |
| 1968        | Barmhartige Samaritaan                                         | Daan Wildschut              | Dr. van de Meerendonkstraat                                         | Horst            | keramiek                                       |                                                                                      |
| 1968        | Kind met twee duiven                                           | Frans Cox                   | Gebr. van Doornelaan                                                | Horst            | brons                                          | Kind met twee duiven, Frans Cox, 1968                                                |
| 1978        | Melkende non                                                   | R. Sheriff                  | Ursulinenpark, Kloosterstraat                                       | Grubbenvorst     | brons                                          |                                                                                      |
| 1979        | Zonnewijzer                                                    |                             | Rector Mulderstraat                                                 | Melderslo        | beton (laatste steen van de vooroorlogse kerk) |                                                                                      |
| 1980        | Vosje                                                          |                             | Hoofdstraat                                                         | Meerlo           |                                                |                                                                                      |
| 1984        | Fietsmonument                                                  | Toon van de Ven             | Lottumseweg                                                         | Broekhuizen      | staal                                          |                                                                                      |
| 1984 / 2004 | W.P. Everts (buste)                                            | Margôt Widdershoven-Sijbers | Patersstraat                                                        | Evertsoord       |                                                | W.P.Everts                                                                           |
| 1985        | Het gebonden figuur                                            | Mathieu Knippenbergh        | Op de Spekt, Op de Kamp                                             | Broekhuizenvorst | brons                                          |                                                                                      |
| 1986        | Linnen garens drogen                                           | Hans Stoffels en Pie Daenen | Kantfabriek, Americaanseweg                                         | Horst            | brons                                          | Linnen garens drogen, Hans Stoffels en Pie Daenen, 1986                              |
| 1986        | De Peelwerker                                                  |                             | Maasbreeseweg                                                       | Sevenum          |                                                |                                                                                      |
| 1987        | D'n Turfstèker                                                 | Piet Hermans                | Peelmuseum, Griendtsveenseweg                                       | America          | steengoedklei                                  |                                                                                      |
| 1987        | Heilige Christoffel                                            | Mathieu Knippenbergh        | Loswal, veerpont naar Arcen                                         | Broekhuizen      | brons                                          |                                                                                      |
| 1987        | Boodschappentas                                                | Dick van Wijk               | Kloosterstraat                                                      | Grubbenvorst     | brons                                          |                                                                                      |
| 1988        | Paard                                                          | Fons Bemelmans              | Wilhelminaplein                                                     | Horst            | brons                                          |                                                                                      |
| 1988        | Zorgen en verzorgd worden                                      | Piet Hermans                | Dr. van de Meerendonkstraat                                         | Horst            | steengoedklei                                  |                                                                                      |
| 1988        | Champignons                                                    | Paula Schaper               | Venrayseweg, Wittebrugweg                                           | Horst            | polyester                                      | Champignons, Paula Schaper 1988                                                      |
| 1989        | Levensvreugde                                                  | Marius van Beek             | Schutroedeplein, Venrayseweg                                        | Horst            | brons                                          |                                                                                      |
| 1990        | Kippen op bonenstaken                                          | Nicolas van Ronkenstein     | St. Hubertusplein                                                   | Hegelsom         | brons                                          | Standbeeld - Kippen op bonenstaken (1990) - Hegelsom                                 |
| 1991        | Drie vrouwen                                                   | Gène Eggen                  | St. Jansstraat                                                      | Meterik          | natuursteen                                    | Drie vrouwen                                                                         |
| 1991        | De ontmoeting                                                  | Wim Rijvers                 | Markt                                                               | Lottum           | brons                                          |                                                                                      |
| 1992        | Zonder titel                                                   | Fons Schobbers              | Rector Mulderstraat                                                 | Melderslo        | brons                                          |                                                                                      |
| 1994        | Groeikracht                                                    | Wim Rijvers                 | St. Barbarastraat, Past. Hendriksstraat                             | Griendtsveen     | brons                                          | Groeikracht                                                                          |
| 1994        | Leven en vrij zijn                                             |                             | Pastoor Jeukenstraat, Nusseleinstraat                               | America          |                                                |                                                                                      |
| 1994        | Danseressen op sokkel                                          | Saskia Pfaeltzer            | Lottumseweg, De Zumpel                                              | Grubbenvorst     | brons                                          | Standbeeld, Danseressen op sokkel, Grubbenvorst                                      |
| 1995        | D'n Dreumel                                                    | Leo Camps                   | Veemarkt                                                            | Horst            | brons                                          |                                                                                      |
| 1995        | Geborgen samen                                                 | Joep Coppens                | Van der Horstplein                                                  | Horst            | brons                                          | Geborgen Samen, Joep Coppens, 1995                                                   |
| 1996        | De monnik                                                      | Hans Reijnders              | Naesenhof                                                           | Broekhuizen      | natuursteen                                    |                                                                                      |
| 1996        | Monument Tweede Wereldoorlog                                   | Appie Drielsma              | Past. Vullinghsplein                                                | Grubbenvorst     | brons                                          |                                                                                      |
| 1997        | De Peelkabouters van Horst                                     | Nicolas van Ronkenstein     | Kerkstraat                                                          | Horst            | brons                                          |                                                                                      |
| 1997        | Vreemde vogels                                                 | Jos Dirix                   | Wouterstraat, Putweg                                                | America          | brons                                          |                                                                                      |
| 1998        | Ruisende bloem                                                 | Xander Spronken             | Gebr. van Doornelaan                                                | Horst            | staal                                          |                                                                                      |
| 1998        | Oneindig nieuw leven                                           | Rien Evers                  | Hoofdstraat                                                         | Meerlo           |                                                |                                                                                      |
| 1998        | Zonnevogel                                                     | Sjra Schoffelen             | Rotonde Venloseweg, Dr. van de Meerendonkstraat, van Douverenstraat | Horst            | brons                                          | Zonnevogel, Sjra Schoffelen 1998                                                     |
| 1999        | Drie gratiën                                                   | Teun Roosenburg             | Recreatiegebied Kasteelse Bossen                                    | Horst            | brons                                          |                                                                                      |
| 1999        | Vijf elementen in beweging                                     | Piet Killaars               | Jacob Merlostraat                                                   | Horst            | brons                                          | Vijf elementen in beweging, Piet Killaars, 1999                                      |
| 2001        | 500 jaar Horster jaarmarkt en kermis                           | Appie Drielsma              | atrium St. Lambertuskerk                                            | Horst            | brons                                          |                                                                                      |
| 2001        | Verbondenheid                                                  | Jos Hermans                 | Meerlosebaan, Horsterweg, Broekhuizerdijk                           | Melderslo        | staal                                          |                                                                                      |
| 2003        | Aspergemonument                                                | Hans Reijnders              | Ursulinenpark, Steegerakkerweg                                      | Grubbenvorst     | natuursteen                                    |                                                                                      |
| 2004        | Plaquette Sporen die bleven                                    |                             | Rector Mulderstraat                                                 | Melderslo        |                                                |                                                                                      |
| 2004        | Plaggehouwer                                                   | Toon Grassens               | Kloosterstraat, Veestraat                                           | Grubbenvorst     | brons                                          |                                                                                      |
| 2010        | D'n Turfstèker                                                 | Mieke van Uden              | Nusseleinstraat, Schiksedijk                                        | America          | brons                                          |                                                                                      |
| 2010        | Eduard van de Griendt                                          | JeanMarianne Bremers        | Deurneseweg, Pastoor Hendriksstraat                                 | Griendtsveen     | brons                                          |                                                                                      |
| 2010        | Roedel honden                                                  | Chris Ripken                | Postbaan, St. Goarkapel                                             | Meerlo           |                                                |                                                                                      |
| 2012        | Lancaster-monument                                             |                             | Vlasvenstraat-Meldersloseweg                                        | Melderslo        | steen, ijzer                                   |                                                                                      |
| 2014        | Hôrster hundje                                                 |                             | Sint-Lambertusplein                                                 | Horst            | brons                                          | Horster Hundje, 2014                                                                 |
| 2015        | Hegelsomse letters                                             |                             | (Diverse toegangswegen)                                             | Hegelsom         |                                                |                                                                                      |